# Contra las cuerdas (serie de televisión)
Contra las cuerdas es una serie de televisión por internet de comedia dramática mexicana, creada por Carolina Rivera, y producida por Corazón Televisión para Netflix. Está basada en la película francesa original Les reines du ring (2013), de Jean-Marc Rudnicki y WWE Studios. Se estrenó en Netflix el 25 de enero de 2023.

## Argumento
Tras permanecer seis años en prisión por un crimen que no cometió, Ángela es liberada y decide convertirse en luchadora profesional para poder recuperar el cariño de su hija Rocío, quien es una aficionada a la lucha libre profesional. Con el nombre de Novia Negra, comienza a entrenar este deporte junto a un grupo de mujeres con las que trabaja en una tienda de vestidos novia. Siendo un equipo y bautizándose a sí mismas como Las Damas del Horror, la hija de Ángela se convierte en presidenta del club de fans de la facción, sin saber la identidad de su mamá. El grupo mantiene una rivalidad con la luchadora Dulce Caramelo y las compañeras de esta. Caramelo es novia de Lalo, la expareja de Ángela y padre de su hija, gerente de una arena de lucha libre; que además busca quedarse con la custodia de Rocío.

## Reparto

### Principales
- Caraly Sánchez como Ángela «Novia Negra», una exconvicta que se convierte en luchadora profesional y es madre de Rocío.
- Scarlet Gruber como Dulce Caramelo, una luchadora profesional y novia de la expareja de Ángela.
- Carmen Ramos como Victoria «Victoria la Soberana», la madre de Ángela y abuela de Rocío.
- Alisson Santiago como Rocío «Chío», la hija adolescente de Ángela que es fanática de la lucha libre y es fiel admiradora de «Novia Negra».
- Giovanna Zacarías como Refugio, la madrina y entrenadora de lucha libre de Ángela y sus compañeras de equipo.
- Michelle Rodríguez como Josefina «Volcana Dormida», una mujer con un matrimonio complejo que hace amistad con Ángela, y al igual que ella, se convierte en luchadora profesional para formar a «Las Damas del Horror».
- Cuauhtli Jiménez como Lalo, la expareja de Ángela y padre de Rocío.
- María Balam como Malena «Lilith», la mejor amiga de Ángela, que también se convierte en luchadora y se vuelve parte de «Las Damas del Horror».
- Valentina Buzzurro como Lucía «Astromelia», una joven abogada que conoce a Ángela y hace amistad con ella para volverse luchadora y unirse a «Las Damas del Horror».
- Marcela Alcaraz como Betty, otra chica que hace amistad con Ángela y es el interés amoroso de Lucía.
- Carlos Aragón como Don Gabriel, dueño de la tienda de vestidos de novia donde trabajan Ángela y sus compañeras de equipo.
- Alejandra Ley como «Sweet Petunia», una luchadora amiga y compañera de Dulce Caramelo.

### Recurrentes
- Quetzalli Cortés como Birrias, un conocido de Ángela, Malena y Lalo.
- Luis Fernando Peña como esposo de Josefina.
- Rodolfo Zarco como Mauricio, el novio de Malena y amigo de Ángela.
- Armando Hernández como «Camaleón Dorado», un entrenador de lucha libre.
- Julio Casado como Aníbal Gutiérrez «Niebla Negra», el retirado luchador padre de Ángela, abuelo de Rocío y exesposo de Victoria que se da por muerto por esta última, pero en realidad se convierte en reclutador de luchadores para la empresa de lucha libre estadounidense WWE.
- Rey Mysterio como el mismo, un reconocido luchador profesional en México y Estados Unidos.[6]
- KeMonito como el mismo, un reconocido manáger de lucha libre mexicana.[7]

## Episodios
| N.º | Título                                     | Fecha de lanzamiento original |
| --- | ------------------------------------------ | ----------------------------- |
| 1 | «Para cada llave, existe una contra llave» | 25 de enero de 2023           |
| A pesar de su dudoso pasado, Ángela encuentra trabajo pronto. Pero aún más rápido encuentra enemigas..., cuando se da cuenta de que Dulce ocupó su lugar como mamá de Rocío.      |                                            |                               |
| 2 | «La Molera»                                | 25 de enero de 2023           |
| Ángela comienza su entrenamiento. Cuando una salida familiar acaba mal, Rocío se convierte en hazmerreír de la escuela... y culpa a su mamá.                                      |                                            |                               |
| 3 | «La Cofradía»                              | 25 de enero de 2023           |
| La mamá de Ángela recibe malas noticias. Ángela y sus compañeras recurren a Betty para que les ayude a crear sus disfraces para un evento en la escuela de Rocío.                 |                                            |                               |
| 4 | «Demanda de confianza»                     | 25 de enero de 2023           |
| La tensión crece cuando Lucía se ofrece para ser la abogada de Ángela. Rocío aprende una lección sobre la confianza por las malas, pero luego recibe una grata sorpresa.          |                                            |                               |
| 5 | «El Indulto»                               | 25 de enero de 2023           |
| Ludark reta a la Novia Negra, pero con la policía pisándole los talones, Ángela cree que debe mantener un perfil bajo. Sin embargo, sus amigas no piensan lo mismo.               |                                            |                               |
| 6 | «El beneficio de la duda»                  | 25 de enero de 2023           |
| Ángela sospecha que Lalo tuvo que ver con su arresto. Rocío se mete en problemas en la escuela, pero Dulce la consuela. Victoria tiene una cita.                                  |                                            |                               |
| 7 | «Debut y despedida»                        | 25 de enero de 2023           |
| Rocío se escapa de la casa de Lalo. La impulsividad de Betty daña su relación con Lucía. Las chicas se preparan para su lucha grupal.                                             |                                            |                               |
| 8 | «El lado oscuro»                           | 25 de enero de 2023           |
| Un cambio fortalece a Ángela en el cuadrilátero. Pero, en la calle, un paso en falso vuelve a empujarla al peligro... a ella y a su familia.                                      |                                            |                               |
| 9 | «Esa llave no me la esperaba»              | 25 de enero de 2023           |
| Ángela colabora con la policía para tender una trampa. Luego, tras unas sorprendentes revelaciones, se enfrenta contra una de sus mejores amigas.                                 |                                            |                               |
| 10 | «Día de los muertos»                       | 25 de enero de 2023           |
| Para Ángela todo, desde ganarse el respeto de Rocío hasta la oportunidad de luchar en la WWE, está en la cuerda floja. Y tal vez haya llegado la hora de vencer a Dulce Caramelo. |                                            |                               |

## Producción
Varias luchadoras profesionales independientes dedicadas a este deporte en la vida real como Ludark, Stephanie Vaquer, Therius, Diosa Nix, Hatana, Brigit La Diosa Celta y Lady Apache, participaron como dobles de acción para las escenas en que se disputaban combates de lucha libre, y también apoyaron a las actrices a realizar llaves y movimientos de lucha. Además de ellas, Norman Smiley «Black Magic», un luchador britanicoestadounidense retirado y conocido por su trabajo en el Consejo Mundial de Lucha Libre (CMLL), y por ser entrenador de la marca NXT en la empresa WWE, fue otro de los practicantes de este deporte que ayudó a las actrices y a las luchadoras mexicanas mencionadas a mejorar sus técnicas luchísticas.